# Варзін Федір Сергійович
Федір Сергійович Варзін — радянський діяч, військовий. Член Центральної контрольної комісії РКП(б) у 1924—1925 роках.

## Життєпис
Член РСДРП(б) з 1909 року.
Зазнавав переслідувань за революційну діяльність.
З 1918 року — в Червоній армії на політичній роботі, учасник Громадянської війни в Росії.
У 1919 році — комісар 155-го стрілецького полку РСЧА.
У 1920-х роках працював в органах робітничо-селянської інспекції.
Подальша доля невідома.

## Нагороди
- орден Червоного Прапора (1919)